# Club Deportivo Lobos de Tlaxcala
El Club Deportivo Lobos de Tlaxcala, antes conocido como Club de Fútbol Soccer Lobos de Tlaxcala, fue un equipo de fútbol mexicano que juego en la Tercera, y llegó a jugar en la Segunda división mexicana y Segunda división "B". Tiene como sede la ciudad de Tlaxcala, México.

## Historia

### Inicio
El fútbol en Tlaxcala ha sido poco y realmente solo se distinguen un par de equipos en su historia; el de mayor tradición, Los Lobos de Tlaxcala y un fugaz Guerreros de Tlaxcala más reciente. Ambos tuvieron por casa el Estadio Tlahuícole, ubicado en Tlaxcala, Tlaxcala, que tiene un aforo de 15,600 personas, lleva el nombre de un guerrero prehispánico de las Guerras Floridas y en donde hoy en día se celebran partidos de diversos deporte y conciertos masivos.

### Los Lobos de Tlaxcala.
Fueron creados a mediados de los setenta con talento joven, para disputar el campeonato de Tercera División de México. Recibieron el mote de Lobos y un uniforme verde por el que también se les conocía como el Escuadrón Verde. Los frutos llegaron pronto y en la 1978-1979 accedieron a la liguilla por el ascenso, dirigidos por René Reyes y jugadores Tito Torres Celaya.Esa liguilla se jugaba con otros 4 rivales, en partidos recíprocos y el mejor posicionado ganaba el ascenso a la Segunda División de México. El rival más cercano fueron los Leones de Río Blanco, que igualaron a 7 puntos con Lobos, que había ganado 3, empatado 1 y perdido 2. Sin embargo la victoria del 6 de mayo de ese año los puso adelante por diferencia de goles; 10 anotados por 7 recibidos y celebraron en casa la promoción.
Para el reto de Segunda se logró un convenio de cooperación con América y llegó a la dirección Antonio Jasso, exjugador de Zacatepec, seleccionado nacional del Mundial de Chile ’62 y hasta miembro del equipo nacional de los centroamericanos de béisbol unos años antes. Sin embargo la temporada no fue exitosa y el acuerdo con las Águilas se echó para atrás. En la 80/81 se tuvo que pedir apoyo del Puebla para que esa institución ayudara en las finanzas y con jugadores jóvenes, aun así la temporada tampoco fue exitosa y luego de la 81/82 el equipo acabó último de la tabla general y descendió, además los dueños no pudieron más con los gastos y traspasaron al equipo al IMSS, que se hizo cargo de él en la recién creada Segunda B.
Con la nueva administración llegaron nuevas instalaciones en el Centro Vacacional la Trinidad y más talento joven, que contaba con experiencia de varios equipos como Oaxtepec y Atlante, que también eran administrados por el Seguro Social. La 82/83 fue la primera campaña en la que clasificó a la liguilla, pero no alcanzó la final. Ese año el IMSS también puso ahí de manera temporal la franquicia de los Tiburones Rojos de Veracruz, en Santa Cruz Tlaxcala. Ese equipo también competía en Segunda B y recibió el mote de Santos, pero tras ese año se mudó a Laguna, para convertirse en el Club Santos Laguna.
Poco tiempo después el Seguro Social empezó a desprenderse de sus equipos (el gusto duró poco) y finalmente el equipo acabó por descender una vez más a Tercera.

#### Desaparición
El equipo jugó un par de años en la Tercera División, jugando en el Grupo III de aquella rama bajo la dirección del también diputado local, Facundo Zempoaltecatl, hasta el año 2011 el cual por falta de apoyo se trasladó la franquicia a Oaxaca.  Además, se creó un equipo nuevo: Águilas del Altiplano, que juego en el Estadio Santa Cruz IMSS y oficialmente se conoció como el Real San Cosme, equipo al que reemplazó y que jugaba en el mismo estado. Como curiosidad los últimos dos clásicos tlaxcaltecas los ganaron los Lobos.

## Guerreros de Tlaxcala.
Antes del Apertura ’03 el equipo de Primera A de Oaxaca, supuestamente dirigido por Grupo Pegaso y que recibía el nombre de Pegasos (aunque la gente mejor les llamaba Chapulines), fue cambiado de nombre a Industriales por apenas dos semanas, pero apareció de pronto en Tlaxcala bajo el mote de Guerreros y fue registrado como filial del Irapuato. Así que de repente el estado tuvo por primera ocasión la posibilidad de llegar a Primera División México. El equipo era prácticamente el mismo que competía en tierras huastecas. Esa temporada el Tlahuicole presentó una media de 3,000 personas por partido y hasta lució a tope en ciertos encuentros. El equipo se estrenó jugando como visitante contra el Tapatío y acabó empatando 1-1 en la primera fecha, el primer gol de los Guerreros lo marcó Juan Manuel Guerra, que jugó en Tigres y varios equipos de Primera A. El primer partido como local ocurrió hasta la tercera jornada y el resultado fue el mismo empate a uno, con gol del argentino Christian Morales, para los tlaxcaltecas.
El torneo de los Guerreros transcurrió con muchos empates, su primera victoria llegó hasta la fecha trece, como locales, frente a Tigrillos y culminaron su torneo benjamín al fondo del Grupo Uno, pero evitaron el sótano general que le correspondió a Riviera Maya y Jaguares de Tapachula. Aquella temporada su mejor anotador sería el mismo Christian Ariel Morales, ex de Rosario Central. En el Clausura ’04 regresó el equipo con un poco más de garra y aunque volvió a quedar al fondo de su grupo hizo 20 puntos y quedó en lugar 17 (de 20), evitando el descenso. En esa temporada sus delanteros más efectivos serían el brasileño Ademilson Correa, ex de Botafogo y Josías Ferreira, también carioca, ex de Grêmio de Porto Alegre y que había disputado el torneo anterior con Irapuato, ambos con 7 dianas.
Sin embargo el equipo sería mudado otra vez de casa y se convertiría en los Pioneros de Ciudad Obregón (también duraron un año), aún bajo el mando de Pegaso. Tras la desaparición se dio a conocer que además del ya citado corporativo, el accionista principal era un personaje de nombre desconocido, que por igual tenía intereses con el Celaya de la misma división y el Irapuato, de Primera. La Federación nunca hizo más por dar a conocer los datos del dueño, en una entrevista para Señor Fútbol, un periodista dio a conocer que se trataba de un empresario de Guadalajara, que siempre se veía con varios escoltas personales y viajaban en camionetas negras de vidrios polarizados, que no se sabía su nombre, era bajo de estatura, usaba gafas obscuras y era conocido por la gente del club como El Señor. Finalmente este individuo misterioso se fue y se llevó la franquicia de Tlaxcala. El último partido que jugarían los Guerreros sería contra Colibríes de Morelos, en un empate a dos , de la última fecha.

## Palmarés
- Tercera división mexicana (1): 1978-79

## Plantilla
- Actualizada el 12 de marzo de 2011.

- = Capitán.

## Sede
El Club Deportivo Lobos de Tlaxcala, tiene como sede el Estadio Tlahuicole, ubicado en la capital del estado de Tlaxcala, la capacidad del estadio es de aproximadamente 8,000 personas, el estadio se encuentra con dirección Bulevar Guillermo Valle s/n, Tlaxcala, TLAX. C.P. 90000
- Datos: Q1701024